# Lac Kaacikitaporonaniwok
Lac Kaacikitaporonaniwok är en sjö i Kanada.   Den ligger i regionen Mauricie och provinsen Québec, i den sydöstra delen av landet, 300 km norr om huvudstaden Ottawa. Lac Kaacikitaporonaniwok ligger 400 meter över havet.
Trakten runt Lac Kaacikitaporonaniwok är nära nog obefolkad, med mindre än två invånare per kvadratkilometer.